# Marc d'Aretusa
Marc d'Aretusa (grec antic: Μάρκος; llatí: Marcus) va ser bisbe d'Aretusa a Síria, prop de l'Orontes.
Va ser un dels tres bisbes enviat a Roma l'any 342 per l'emperador romà d'Orient Constanci II per donar satisfacció a Constant amb relació a la deposició d'Atanasi d'Alexandria i Pau I de Constantinoble. Els tres prelats van presentar a l'emperador d'Occident no la seva confessió de fe arriana sinó una de més complexa, acordada a un sínode a Antioquia, no del tot ortodoxa però tampoc arriana, que va conservar Sòcrates Escolàstic. Marc sembla que representava als semiarrians i probablement va defensar aquests conceptes al concili de Filipòpolis celebrat pels prelats orientals després del concili de Sardica (343) i sens dubte del de Sirmium l'any 359.
Sota Julià l'Apòstata els pagans d'Aretusa van torturar Marc, ja molt vell, perquè estaven descontents per l'esforç que havia fet per aconseguir les conversions al cristianisme de molta gent. Encara que no va morir d'això ja no torna a ser esmentat. L'església grega el considera màrtir, ja que les tortures que va sofrir van fer-li perdonar el seu arrianisme. Gregori de Nazianz el va elogiar en gran manera.